# Volán FC
Der Volán FC, kurz für Volán Football Club, war ein ungarischer Fußballverein aus dem Stadtviertel Rákospalota im XV. Bezirk im Nordosten von Budapest. Der Verein trug seine Heimspiele im Budai II László-Stadion aus, das über 10.000 Plätze, davon 3.000 Sitzplätze, verfügt.
Der nach dem Bustransportunternehmen Borsod Volán benannte Verein spielte zwischen 1979 und 1991 sechs Jahre in der ersten ungarischen Liga, der Nemzeti Bajnokság I., ohne dort aber beeindruckende Ergebnisse zu erzielen. Ein 11. Rang im ersten Erstligajahr war der größte Erfolg. Nach dem Abstieg 1991 verfiel Volán und wurde aufgelöst. Daraufhin wurde ein neuer Verein mit dem Namen Rákospalotai EAC gegründet, der zwar die Spielberechtigung Voláns für die zweite Liga in Anspruch nahm, sich aber auf die Traditionen des gleichnamigen Vereines beruft, der 1912 gegründet wurde, in den Jahren des Zweiten Weltkrieges aber unterging.
Der bekannteste Spieler der Vereinsgeschichte ist der 76-fache ungarische Nationalspieler Ferenc Bene, der 1978/79 und 1983/84 jeweils eine Saison beim Verein verbrachte.
Volán bedeutet auf Ungarisch so viel wie Steuer (eines Fahrzeuges), vom französischen volant.

## Ligaplatzierungen
| Saison | 80 | 81 | 82 | 84 | 86 | 91 |
| Platz  | 11 | 14 | 16 | 14 | 16 | 16 |